# SpaceX Crew-3
SpaceX Crew-3 – trzeci operacyjny lot kapsuły Crew Dragon na Międzynarodową Stację Kosmiczną. Załogę stanowiło czterech astronautów.

## Załoga

### Podstawowa
- Raja Chari (1. lot) (USA, NASA)
- Tom Marshburn (3. lot) (USA, NASA)
- Matthias Maurer (1. lot) (GER, ESA)
- Kayla Barron (1. lot) (USA, NASA)